# Бетинген
Бетинген (њем. Böttingen) општина је у њемачкој савезној држави Баден-Виртемберг. Једно је од 34 општинска средишта округа Тутлинген. Према процјени из 2010. у општини је живјело 1.497 становника. Посједује регионалну шифру (AGS) 8327006.

## Географски и демографски подаци
Бетинген се налази у савезној држави Баден-Виртемберг у округу Тутлинген. Општина се налази на надморској висини од 915 метара. Површина општине износи 16,3 km². У самом мјесту је, према процјени из 2010. године, живјело 1.497 становника. Просјечна густина становништва износи 92 становника/km².